# Gudrun Östbye
Gudrun Gunnarsdattir Östbye, född 27 mars 1934 i Malmö, är en svensk skådespelare. 

## Filmografi (urval)
- 1953 – I dimma dold
- 1953 – Fartfeber
- 1953 – Vi tre debutera
- 1956 – Flamman
- 1965 – Kattorna
- 1965 – Pengar finns dom?
- 1966 – Yngsjömordet
- 1966 – Syskonbädd 1782
- 1966 – Adamsson i Sverige
- 1968 – Jag är nyfiken - blå

## Teater

### Roller
| År   | Roll              | Produktion                                                               | Regi                | Teater                     |
| ---- | ----------------- | ------------------------------------------------------------------------ | ------------------- | -------------------------- |
| 1957 |                   | Oswald och Zénaide (Oswald et Zénaïde) Jean Tardieu                      | Andris Blekte       | Nya Teatern                |
| 1959 |                   | Rika morbror August Blanche                                              | Lars Hofgård        | Munkbroteatern             |
| 1959 |                   | Vår tids hjälte Beppe Wolgers                                            | Claes von Rettig    | Munkbroteatern             |
| 1960 |                   | Ture Sventon i London Åke Holmberg                                       | Nils Olsén          | Stockholms skolbarnsteater |
| 1961 | Mården            | Herr Paddas bravader (Toad of Toad Hall) Kenneth Grahame                 | Jan Hemmel          | Stockholms skolbarnsteater |
| 1964 | Tjänarinnan Lalla | Skärmarna (Les Paravents) Jean Genet                                     | Per Verner-Carlsson | Stockholms stadsteater     |
| 1964 | Betty             | Tolvskillingsoperan (Die Dreigroschenoper) Kurt Weill och Bertolt Brecht | Hans Dahlin         | Stockholms stadsteater     |
| 1968 |                   | Nattcafé Bengt Bratt                                                     | Kaj Ahnhem          | Marsyasteatern             |